# ANNM
ANNM (Akronym von Ammoniumnitrat und Nitromethan) ist ein Mischsprengstoff.
Dieser Zweikomponentensprengstoff hat eine hohe Brisanz. Die Detonationsgeschwindigkeit liegt bei etwa 6300 m/s. Er gilt in der Handhabung als sicher und unempfindlich. Er hat eine Dichte von 1,2 g/cm³ und besteht im Wesentlichen aus einem homogenen Gemisch von fein gepulvertem, trockenem Ammoniumnitrat und reinem Nitromethan im Massenverhältnis 3:1. Durch Zugabe von reiner Schwefelsäure im Verhältnis 40:40:20 kann die Brisanz nochmals stark erhöht werden, jedoch wird der Sprengstoff auf Grund des sauren Milieus stark sensibilisiert. ANNM ist teurer als vergleichbare ANC-Sprengstoffe. Wie ähnliche Ammoniumnitrat-Sprengstoffe ist ANNM hygroskopisch; aufgrund des hydrophoben Nitromethans allerdings nur schwach. Zur Zündung des Gemisches ist eine Sprengkapsel notwendig.
Beim Bombenanschlag auf das Murrah Federal Building in Oklahoma City im Jahr 1995 wurde ein von Timothy McVeigh selbstgebauter 2,4 Tonnen schwerer Sprengsatz eingesetzt, dessen Zusammensetzung ANNM zugeschrieben wurde.